# Sherry Stringfield
Sherry Lea Stringfield (* 24. června 1967, Colorado Springs, Colorado, USA) je americká herečka. Její kariéra odstartovala už v roce 1989, ale známou se stala až v roce 1994, když byla obsazena do role Dr. Susan Lewisové v úspěšném dramatickém seriálu Pohotovost. Působila také v mnoha filmech a televizních show, za které si v Hollywoodu vysloužila přezdívku The Goodbye Girl.

## Životopis
Narodila se 24. června 1967 jako nejstarší ze tří sourozenců v Colorado Springs. Její rodina se krátce po jejím narození přestěhovala do Albuquerque v Novém Mexiku. Nakonec se ale usadili ve Spring v Texasu, které leží blízkou Houstonu. Zde také vyrůstala.
Vystudovala střední školu Klein High School, kde často hrávala v muzikálech a divadelních hrách. V 18 letech byla přijata na herectví na vysoké škole State University of New York at Purchase. Během této doby často vystupovala v různých hrách. Na vysoké škole ji lektor jazyka musel odnaučit texaský přízvuk. V roce 1989 získala titul bakalář umění.

## Kariéra
Svoji první seriálovou roli dostala v roce 1989 v seriálu U nás ve Springfieldu, který produkovala televizní stanice CBS. V tomto seriálu působila do roku 1992. Poté strávila rok cestováním po Evropě a když se vrátila, dostala roli v dramatickém seriálu Policie New York, který natáčela americká televizní stanice ABC. V tomto seriálu hrála roli Laury Kellyové, která byla bývalou manželkou Johna Kellyho (David Caruso). Z důvodu nespokojenosti seriál po první řadě opustila (1993 - 1994).
V roce 1994 byla obsazena do role Dr. Susan Lewisové v dramatickém lékařském seriálu Pohotovost. Její role se tak stala jednou z šesti, které si v první řadě tohoto úspěšného seriálu zahrály. I přesto, že byla smluvně vázaná hrát minimálně v pěti sezónách, opustila seriál předčasně v roce 1996, tedy po třech řadách. Důvodem byla touha po "normálním životě" a vyčerpání z náročného natáčení. Stala se tak první herečkou z původního šestičlenného obsazení, která seriál opustila. Během každé z prvních třech sezón byla nominována na zisk ceny Emmy.
Její odchod ze seriálu rozhněval výkonného producenta Johna Wellse. Mezi její postavou a postavou Dr. Marka Greena (Anthony Edwards) začal vznikat milostný vztah, který odchodem přerušila. Sama přiznala, že tato situace byla velice nepříjemná. Producenti byli v šoku a dlouho ji přemlouvali k setrvání v seriálu. I proto bylo rozvázání smlouvy velice obtížné a zdlouhavé. Její odchod údajně vyvolal "malou šokovou vlnu v Hollywoodu." V listopadu 1996 sledovalo epizodu s odchodem Dr. Lewisové v USA 37 milionů diváků v hlavním večerním vysílacím čase NBC.
Několikrát byla přemlouvána k návratu, vždy ale neúspěšně. V roce 2001 se ji narodilo první dítě a v tomto roce se do seriálu v osmé řadě vrátila. Podle vlastních slov si to rozmyslela, protože chtěla pracovat a považovala návrat do Pohotovosti za správný. 26,7 milionů diváků sledovalo epizodu s návratem, která tak vytlačila z pomyslné první příčky sledovanosti úspěšný komediální seriál Přátelé.
Během druhého období v Pohotovosti se objevila v několika epizodách seriálu Třetí hlídka televizní stanice CBS. V roce 2005 oznámila, že Pohotovost ve dvanácté řadě opět opouští. Přiznala, že je vděčná za čas strávený v tomto seriálu a že ji mnoho lidí z natáčení bude chybět. Potřetí se vrátila v roce 2009, kdy se objevila v poslední epizodě celého seriálu v patnácté řadě.
V letech 1995, 1996 a 1997 byla nominována na cenu Emmy za nejlepší herecký výkon v dramatickém seriálu a v letech 1995 a 1996 na zisk Zlatého glóbu ve stejné kategorii. Mimo tyto neproměněné nominace obdržela celou řadu menších ocenění.
Po odchodu z Pohotovosti v roce 1996 se objevila v několika seriálech a filmech. V roce 1999 si zahrála v seriálu Dotek anděla. Její filmová kariéra zahrnovala např. snímky Klub 54 (1998) nebo Podzim v New Yorku (2000), kde hrál hlavní roli Richard Gere. V roce 1999 hrála ve filmu Hraniční čára, jehož produkci zajišťoval kolega z Pohotovosti Anthony Edwards. V roce 2000 se objevila po boku Jasoba Robardse v snímku Going Home.
V roce 2005 si zahrála v pilotní epizodě seriálu Company Town, kde hrála po boku Catherine Bell, herečky známé ze seriálu JAG. V roce 2007 se představila ve filmu Forfeit a v seriálech Žralok a Řekni, že mě miluješ.
Od roku 2008 se objevovala v mnoha seriálech, mezi něž patří Ochrana svědků, Právo a pořadek a Larry, kroť se. V roce 2009 byla obsazena do hlavní role filmu Who is Clark Rockefeller?.
Mimo herectví pomáhala při vývoji počítačové hry podle seriálu Pohotovost. Objevila se také v reklamních kampaních.

## Osobní život
V 90. letech měla vztah s britským podnikatelem Paulem Goldsteinem, ale vztah po třech letech kvůli vzdálenosti ukončili. V říjnu 1998 se provdala za Larryho E. Josepha. V dubnu 2001 se jim narodila dcera Phoebe a 12. května 2004 se jim narodil syn Milo. V lednu 2006 se po sedmi letech manželství rozvedli. V současnosti žije Sherry v Los Angeles v Kalifornii.

## Filmografie
| Rok                        | Název                          | Role                     | Poznámky                      |
| -------------------------- | ------------------------------ | ------------------------ | ----------------------------- |
| 1989–1992                  | U nás ve Springfieldu          | Blake Marler             | 9 dílů                        |
| 1993–1994                  | Policie New York               | Laura Michaels Kelly     | 22 dílů                       |
| 1994–1996; 2001–2005; 2009 | Pohotovost                     | Dr. Susan Lewis          | hlavní role, 142 dílů         |
| 1998                       | Klub 54                        | Viv                      |                               |
| 1999                       | Hraniční čára                  | Allison Westlin          | TV film                       |
| 1999                       | Dotek anděla                   | Major Josephine Saunders | díl: „Godspeed“               |
| 2000                       | Podzim v New Yorku             | Sarah                    |                               |
| 2000                       | Going Home                     | Katherine Barton         | TV film                       |
| 2001                       | Blue's Clues                   | Dr. Eyeleen (hlas)       | díl: „Magenta Gets Glasses“   |
| 2001                       | Zapadákov                      | Marguerite               |                               |
| 2002                       | Třetí hlídka                   | Dr. Susan Lewis          | díl: „Unleashed“              |
| 2006                       | Company Town                   | Angie Amberson           | TV film                       |
| 2007                       | Žralok                         | Nora March               | 2 díly                        |
| 2007                       | Tell Me You Love Me            | Rita                     | 6 dílů                        |
| 2007                       | Zatracení                      | Karen                    |                               |
| 2008                       | Ochrana svědků                 | Marci Allen              | díl: „Who Shot Jay Arnstein?“ |
| 2008                       | Zákon a pořádek                | Carly                    | díl: „Zero“                   |
| 2009                       | Larry, kroť se                 | Mary Jane Porter         | díl: „The Hot Towel“          |
| 2009                       | Otčím                          | Leah                     |                               |
| 2009                       | Back                           | Cheryl Miles-Burke       | TV film                       |
| 2010                       | Kdo je Clark Rockefeller?      | Sandra Boss              | TV film                       |
| 2010                       | Night and Day                  | Elizabeth Hollister      | TV film                       |
| 2011                       | Criminal Behavior              | Molly Collins            | TV film                       |
| 2011                       | The Shunning                   | Laura Mayfield-Bennett   | TV film                       |
| 2011                       | Born to Race                   | Lisa Abrams              | video film                    |
| 2012                       | Město podnikatelů              | Virginia West            | TV film                       |
| 2013                       | Kriminálka Las Vegas           | Dawn Banks               | díl: „Helpless“               |
| 2013                       | The Confession                 | Laura Mayfield Bennett   | TV film                       |
| 2014                       | Ve spárech minulosti           | Miranda                  | TV film                       |
| 2014                       | Pod kupolí                     | Pauline Rennie           | vedlejší role, 9 dílů         |
| 2016                       | The Dog Lover                  | Jackie O'Connell         |                               |
| 2016–2017                  | Criminal Minds: Beyond Borders | Karen Garrett            | vedlejší role, 4 díly         |